# Louise Desbordes
Pour les articles homonymes, voir Desbordes.
Louise Alexandra Desbordes Jouas, parfois Jonas, née le 4 février 1848 à Angers et morte le 18 août 1926 à Créteil, est une artiste peintre française, peintre de genre, de paysages et de fleurs, d’inspiration symboliste.

## Biographie
Louise Desbordes nait à Angers le 4 février 1848, rue Saint-Aubin, de François-Lucien Desbordes et de Joséphine-Louise Bouter. Son père, musicien, tient pendant de nombreuses années les grandes orgues de la cathédrale d’Angers puis dirige l’orchestre du théâtre de Bordeaux, avant de s’installer à Paris où, tout en restant musicien, il sculpte des caricatures en terre-cuite qui se vendent sous les galeries du Palais-Royal. Louise Desbordes est ainsi élevée dans un environnement familial favorable à l’épanouissement de ses dispositions artistiques. En 1906 Louise Desbordes épouse, en secondes noces, le peintre et graveur Charles Jouas, de 18 ans son cadet.
On connaît grâce aux catalogues des salons auxquels elle participa dès 1876, ses différents lieux de résidence et de travail. En 1876, elle est domiciliée au no 59 rue de Maubeuge, puis à partir de 1877 au no 2 boulevard de Strasbourg (Paris), puis à partir de 1883 au no 12 rue Magellan. En 1886, elle est à Bordeaux au no 57 rue Sainte-Catherine et elle est inscrite au Salon de cette année-là sous le nom de Louise Desbordes-Grassian. En 1889, son adresse est de nouveau à Paris au no 4 bis de la rue des Beaux-Arts. Elle est domiciliée à partir de 1894, comme Charles Jouas, au 3 bis cour de Rohan à Paris 6e, ce qui laisse supposer plusieurs années de vie commune avant leur mariage.
Louise Desbordes semble par ailleurs avoir été dotée d'une timidité et d'une nature discrète, si ce n'est dans l'exposition de ses œuvres, du moins dans celle de sa personne qu'elle ne cherchait visiblement pas à mettre en avant, ce qui a pu nuire à sa notoriété. Ainsi lorsque René Laruelle lui demandera sa photographie pour la faire figurer dans son "Mémorial des Femmes", elle lui répond dans une courte lettre manuscrite datée du 19 janvier 1901 : « Monsieur, votre demande est si flatteuse que c'est un regret pour moi de ne pouvoir vous envoyer une photographie. Croyez Monsieur en mes remerciements pour votre si aimable attention. Louise Desbordes. »
Louise Desbordes meurt le 18 aout 1926 dans sa propriété de Créteil surplombant les bords de Marne, au 17 rue du Sergent-Bobillot, au milieu de son jardin rempli de fleurs demi-sauvages.

### Formation artistique
Élève du Conservatoire impérial, dotée d’une voix de Contralto, elle s'oriente d'abord vers une carrière musicale à l'Opéra de Paris où elle est engagée en 1868 et crée le 4 mars 1869 le rôle de « Dame Marthe » dans la reprise du Faust de Charles Gounod, elle est alors surnommée « La Belle Angevine ». Ayant mis un terme à sa carrière lyrique en 1872, elle se sent attirée par la peinture et devient l'élève du peintre belge, parisien d’adoption, Alfred Stevens, alors au faîte de sa gloire. Les circonstances exactes de leur rencontre ne nous sont pas connues, on peut penser que celle-ci a pu avoir lieu dans les coulisses de l'Opéra Le Peletier ou la chanteuse se produit et où le peintre a ses accès. En effet, Alfred Stevens manifeste dès 1860 une passion pour l'opéra. Il assiste dans la décennie 1860-1870 à toutes les grandes représentations parisiennes, comme le Tannhäuser de Richard Wagner ou la reprise du Faust de Gounod.
Louise Desbordes reçut probablement ses premières leçons de peinture avec Stevens dans les années 1872-1873, d'abord de manière informelle, puis à partir des années 1879-1880 dans les cours de peinture pour dames qu'il avait créés à Paris, d'abord dans un atelier boulevard Marguerite-de-Rochechouart, puis au 15 avenue Frochot,. A cette époque elle est domiciliée 59 Rue de Maubeuge à une encablure de la maison de Stevens 65 Rue des Martyrs.
Vers 1873 Stevens peint l'un de ses plus célèbres tableau Un chant passionné, également connu sous le titre Une Prima Donna, ayant pour thème l'art lyrique, qui représente une élégante répétant un air d'opéra dans un intérieur bourgeois. La thématique du tableau, la concordance de son exécution et de la rencontre du peintre avec l'ex-chanteuse lyrique, l'hommage que Stevens a pu vouloir rendre à cette nouvelle et charmante élève, et surtout la ressemblance troublante entre la jeune femme du tableau et l'un des seuls portraits que l'on connaisse de Louise Desbordes, exécuté par Charles Jouas, laisse à penser qu'elle a pu être le modèle et une source d'inspiration pour cette œuvre,.
L'école de peinture pour dames de Stevens a été décrite par l'écrivain belge Camille Lemonnier, dans l'ouvrage de 1906 qu'il consacre à son compatriote comme  « la plus belle école de Paris, des artistes exquises y apprirent un art lumineux, frais et précis, d’une sensibilité délicate et savante. On y était qu’une quinzaine comme on eut fait partie d’une théorie sacrée. Ce fut un épanouissement de rares talents, cette Desbordes qui eut vraiment le génie de la peinture, le charme blanc d’une Anethan, la force délicate d’une Roth, le prestige d’une Georgette Meunier ». Parmi la quinzaine d'élèves majoritairement belges et françaises qui fréquentent les cours de Stevens certaines se consacreront pleinement et professionnellement à la peinture telles que la portraitiste Clémence Roth (qui exposera un Portrait de Melle L.Desbordes au Salon national de 1883 et au Salon de Gand la même année), Alix d'Anethan, Georgette Meunier, Marie Schwob, Camille Prévost-Roqueplan, ou Berthe Art. L'école est aussi fréquentée  par des personnalités comme Sarah Bernhardt avec laquelle Louise Desbordes semble avoir été liée d’une grande amitié. Elle peindra d'ailleurs un portrait de l'actrice en costume de scène dans la pièce d'Octave Mirbeau « Les Mauvais Bergers » en 1898 et Sarah Bernhardt ornera son atelier de l'avenue de Villiers du Songe de l’eau qui sommeille tableau qui vaudra à Louise Desbordes une mention au Salon de 1881.
Au sein de l'école de Stevens, Louise Desbordes semble bénéficier d'un statut privilégié et en avoir été l'un des talents les plus remarqués. On ne peut d'ailleurs pas écarter la possibilité d'une idylle sentimentale entre le peintre et son élève comme ce fut le cas possiblement avec Sarah Berhnardt. Louise Desbordes est décrite comme une personnalité à la « nature fiévreuse » dotée d'un « splendide instinct de coloriste ». Stevens l'autorise d'ailleurs  à peindre la gerbe d'iris de son tableau La bête à Bon Dieu conservé aux Musées royaux de Belgique à Bruxelles, et il peint son portrait,. En janvier 1881 Paul de Katow dans un article du journal Gil Blas consacré à Alfred Stevens, note que parmi les élèves de son atelier: « L'une de ces jeunes filles Melle Louise Desbordes est en train de devenir célèbre. Au dernier Salon elle a obtenu un grand succès. La Fête de l'absente est une œuvre remarquable. Ses tableaux figurent dans les collections des plus riches amateurs de Paris et de New York. ».

### Expositions et réception
Louise Desbordes exposera ses œuvres avec une grande régularité pendant près de cinquante ans de 1876 à 1926, à Paris aux Salon de peinture et de sculpture puis de la Société des artistes français, où elle obtient une mention honorable en 1881, et une 2è médaille en 1886, à l'Exposition nationale de 1883, à l’Exposition universelle de Paris de 1889(où elle obtient une nouvelle mention honorable), puis de la Société nationale des beaux-arts à partir de 1890, ainsi que dans différentes expositions collectives à Paris, en Province et à l’étranger, comme celles de la Société des femmes artistes qui se tient annuellement à partir de 1893 à la galerie Georges Petit, rue de Sèze, de l’Union des femmes peintres et sculpteurs qui organisera une rétrospective après sa disparition, ou encore du Cercle des femmes peintres de Bruxelles en 1888 et 1890. Louise Desbordes fait également partie du groupement féminin « Les Quelques » qui expose à partir de 1908 à la Galerie des artistes modernes, rue Caumartin, et compte parmi ses membres les sculptrices Jane Poupelet et Marie Cazin ainsi que les peintres Louise Galtier-Boissière, ou Clémentine-Hélène Dufau.
Son travail fut remarqué dès 1879 par Joris-Karl Huysmans, qui lui consacrera plusieurs commentaires élogieux dans ses chroniques d'art réunies dans le recueil L'Art moderne. Mais Huysmans ne fut que l'une des nombreuses personnalités du monde littéraire et artistique qui soutiendront avec ferveur l’œuvre de Louise Desbordes, et qui formèrent un véritable "clan" comme l'écrivain Pierre Loti, les critiques Lucien Descaves, Albert Wolff, Paul Mantz, Arsène Houssaye, Hector Pessard, le galeriste Georges Petit, qui lui commandera la décoration d'un plafond pour son hôtel particulier, ou  encore le peintre Charles-François Daubigny qui lui proposera d'échanger une de ses toiles contre un de ses portraits.
Un de ses tableaux, sous le titre de Wild Roses, sera vendu à New York le 25 avril 1895 lors de la dispersion au Chickering Hall de la collection de The American Art Association. Dans la notice du catalogue de vente, Louise Desbordes est mentionnée parmi les artistes les plus prometteurs de cette Nouvelle École d'Art qui se fait présente en Europe. Dans ce groupe d'artistes, dont les œuvres ont été réunies par cette association sous la férule de Siegfried Bing, on trouve notamment Berthe Morisot, Paul Signac, Odilon Redon ou encore Fritz Thaulow. Au cours de cette vente, le tableau de Louise Desbordes fut adjugé au prix de 105 dollars alors qu'un pastel de Berthe Morisot My gardener's daughter n'atteignait que 20 dollars et une huile sur toile de Paul Signac The quay at Clichy : sunshine partait pour 50 dollars.
Deux de ses tableaux L'Aquarium et La Nuit feront partie de la collection de la célèbre Thérèse Humbert et de son époux Frédéric Humbert, qui sera dispersée lors d'une vente aux enchères en juin 1902 après leur failliteDrouot le 24 janvier 1908, un de ses tableaux sera vendu parmi des oeuvres de Rosa Bonheur, Eugène Boudin, Jean-Baptiste Camille Corot, Ernest Ange Duez, Henri Rousseau, Alfred Stevens ou encore Frits ThaulowGeorges Clairin possédait deux tableaux de Louise Desbordes dans sa collection particulière, Le Soir sur l'étang et Poissons, fleurs et asphodèles, qui furent dispersés sous les n°221 et 222 lors de la vente aux enchères publiques de son Atelier les 5 et 6 février 1920 à la Galerie Georges Petit à Paris.
Si les collectionneurs privés de son œuvre furent nombreux, en revanche elle est très peu échantillonnée dans les collections publiques. Deux tableaux de compositions florales intitulés Fleurs, sont conservés au Musée des Beaux-Arts d'Angers. Une œuvre d'inspiration symboliste Ophélie, présentée pour la première fois au salon de la Société nationale des beaux- arts en 1894, est conservée au Musée Baron Martin à Gray (Haute-Saône) où elle est entrée dans les collections en 1903. La dernière exposition qui lui a été consacrée, où un petit groupe de ses œuvres ont été exposées, fut celle organisée à Paris par l'Union des Femmes Peintres et Sculpteurs après son décès. Depuis, ses toiles, notamment celles inspiration symboliste, sont restées largement à l’abri des regards dans des collections privées et n'ont fait l'objet que de quelques rares ventes publiques.

## De l'école de Stevens au symbolisme
Louise Desbordes, dès ses débuts dans l’atelier de Stevens, s'est fait une spécialité, comme beaucoup de femmes peintres de cette époque, de la représentation de fleurs (natures mortes de fleurs, panneaux décoratifs à motifs floraux), genre dans lequel elle exprimera, avec une exécution parfaite, ses profondes qualités de coloriste et son sens de la décoration, et dont elle est considérée à la fin du XIXe siècle comme l'un des « maîtres réputés » avec Madeleine Lemaire, Jenny Villebesseyx ou Georges Jeannin. Dans son compte rendu du Salon de 1882  paru dans la revue La Vie élégante du 15 mai 1882 le critique Eugène Montrosier cite Louise Desbordes (seule femme dont le nom est cité parmi un aréopage masculin) parmi les « fils » de Chardin et de Kalf pour la peinture de Nature morte.
Les femmes artistes de la fin du XIXe siècle étaient fortement représentées dans le genre dit « mineur » des Arts décoratifs, pourtant nombre d'entre elles déployèrent différentes stratégies pour accéder aux genres dits « supérieurs » que se réservaient habituellement les hommes. Pour l'historienne de l'art Charlotte Foucher Zarmanian, « La stratégie déployée par Louise Desbordes est une stratégie de la minimisation. Pour s'assurer  les encouragements de critiques, elle n'hésite pas en effet à s'emparer, dans un premier temps du genre traditionnellement dévolu au féminin de la nature morte, pour se glisser progressivement vers les genres "supérieurs" du portrait et de la peinture de genre. »
Se défaisant progressivement du maniérisme de Stevens, elle développera, parallèlement à cette peinture de « dames », une œuvre d’inspiration symboliste dans laquelle elle intégrera souvent des motifs floraux, avec de fréquentes incursions dans l’univers aquatique et des représentations oniriques de figures féminines apparaissant dans un halo.
Plusieurs de ses tableaux comme Anémones de mer de 1894 ou Méduse légende des Algues de 1896 évoquent le thème de l'Ophélie et peuvent être rapprochés du tableau symboliste d'Henri Gervex Ophélie (portrait de Nellie Melba) 1889-1892 peint à la même époque. Alors que dans le tableau de Gervex, lui aussi élève de Stevens, le modèle du peintre est la cantatrice australienne Nellie Melba dans le rôle éponyme du Hamlet d'Ambroise Thomas, les "Ophélie" de Louise Desbordes semblent plutôt des autoportraits idéalisés et mystérieux.
Originale, personnelle, étrange sont les qualificatifs qui reviennent le plus souvent sous la plume des critiques pour qualifier sa peinture. Certains y voient l'influence de Gustave Moreau, ou d'Odilon Redon. Ainsi, Maurice Guillemot dans le Gil Blas voit dans les tableaux de Louise Desbordes : « des têtes de Redon dans un tohu-bohu de palette où se trouvent les joailleries de Gustave Moreau. » Simone Darelle quant à elle, dans la Fronde, voit des « fleurs étranges, véritables fleurs du mal qui font songer aux évocations baudelairiennes. »
Ce sont bien ces œuvres d’inspiration symboliste, au caractère profondément étrange, qui feront de Louise Desbordes une artiste singulière. Mais l'originalité de son style dont l'avant gardisme a pu dérouter ne fit pas toujours l'unanimité autour de son œuvre et en limitera la diffusion à un cercle d'amateurs plus restreint que celle des élèves de l'Académie Julian ou des ateliers de Carolus-Duran et Charles Chaplin telles que Louise Catherine Breslau, Marie Bashkirtseff, Frédérique Vallet-Bisson, ou Louise Abbéma, dont les scènes de genre et les portraits furent probablement plus dans le gout de l'époque. Ainsi Jean Alesson écrira dans La Gazette des femmes à propos des toiles de Louise Desbordes au Salon de 1882 : « Il faut un certain courage pour dire de cette artiste si originale qui se distingue par un style si personnel, que ses toiles d'aujourd'hui ne nous plaisent guère. Que veut dire ce bassin avec trois poissons et un pied d'iris (joliment peint il faut le reconnaitre) ? Qu'à voulu peindre Melle Desbordes sur son autre toile de porphyre ou de nacre, sur laquelle l’œil cherche en vain une valeur ? »
L'originalité de sa peinture revient comme un Leitmotiv sous la plume des chroniqueurs de la vie artistique de l'époque, sans que cette marque de fabrique ne soit considéré comme un « procédé », mais au contraire comme la marque d'un authentique tempérament d'artiste à la vision poétique et inspirée. Ainsi peut-on lire dans Le Figaro du 14 février 1905 : « Louise Desbordes, qui depuis vingt ans poursuit son effort d'artiste est un des plus rares talents de l'heure actuelle [...] Louise Desbordes coloriste de race, est poète également ; ses poèmes, d'une mystérieuse profondeur, elle les écrit avec de la couleur, une couleur riche et vibrante, comme si le feu en avait avivé l'éclat. » Toujours dans Le Figaro, le critique d'art Arsène Alexandre semble s'étonner que son talent ne soit pas mieux reconnu : « Mme Louise Desbordes devrait être très connue et très appréciée depuis le temps déjà long qu'elle affirme son indépendante nature, toute éprise de riche couleur et de visions de rêve : paysages fantastiques, fleurs d'eau, visions, évidemment on songe à Gustave Moreau, et pourtant c'est autre chose. » Certains semblent malgré tout regretter « qu'elle n'ait pas continué à peindre ces magnifiques panneaux décoratifs qu'elle exposait autrefois. »
Finalement, Arsène Alexandre dans un article du journal Comɶdia qu'il consacre aux femmes artistes, résume assez bien le chemin singulier qui fut le sien :  « Mme Desbordes de qui la vaillance s'est attestée depuis de longues années, est toujours demeurée une artiste très à part, pour qui les expositions ne semblait pas faites. Les peintures décoratives ainsi que ses visions fantastiques, ont toujours en effet un accent très en dehors de tout ce qui les entoure. »

Certains de ses admirateurs sembleront même frappé d'une sorte d'extase vis à vis de son oeuvre tel le chroniqueur de la vie artistique parisienne Jean Lorrain, qui fut lui-même  proche de la peintre symboliste Jeanne Jacquemin, qui écrira à son propos « Enfin, Louise Desbordes : le mystère de l’eau, l’attirance et le sourire ambigus des profondeurs glauques, des ténèbres mouvants, des étangs et de la mer. Des luminosités les traversant et, dans de l’or en fusion, de la chair ou de l’ivoire s’irradie découpé, déchiqueté, enroulé autour de souples tiges, ivoire ou chair qui sont des visages de nymphes ou de fleurs. Les fleurs regardant, les yeux fleurissants. Et c’est Le Printemps et c’est Méduse légende des Algues ou tout simplement des Fleurs. A côté de ces fantasmagories, un précieux, un hallucinant paysage représente les quais de Paris vus du Pont de Sully, un Paris de brume et de rêve à l’heure ou s’allument les premiers réverbères et cette élève de Stevens me fait penser pour la première fois à Whistler ».Ou encore l'auteur décadentiste Delphi Fabrice  qui lui consacrera une tribune dithyrambique dans le journal La Presse (France) en 1898 n'hésitant pas à écrire « Il est peut-être donné à l'école nouvelle la destinée sublime de renouer la grande tradition qui lie le Moyen Âge à Watteau, à Manet et à l'Avenir pour lequel travaille Mme Louise Desbordes et quelques hauts artistes. ».

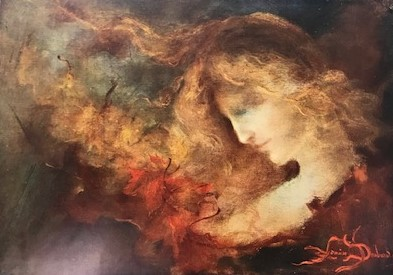
" ... Et la Rafale Passait Par là ... " (Poème gallique) Tableau de Mme Louise DESBORDES reproduit en hors-texte couleurs dans Le Figaro Illustré de Février 1905

Le Figaro Illustré dans son numéro de février 1905 consacre un de ses deux hors-texte en couleurs (l'autre étant Les Saules, effet de soleil d'automne de Francis Picabia) à une œuvre symboliste de Louise Desbordes "... Et la Rafale Passait Par là ..." (Poème gallique), tableau faisant alors partie de la collection du critique d'art Léon Roger-Milès. Très peu de femmes peintres ont ainsi bénéficié de leur vivant d'une telle exposition par l'insertion d'un hors-texte dans cette prestigieuse revue mensuelle largement consacrée à l'art.

Fleurs, huile sur toile, exposition 1926 Paris Union des femmes peintres et sculpteurs, collections Musées d'Angers, photo D.Riou

## Œuvres

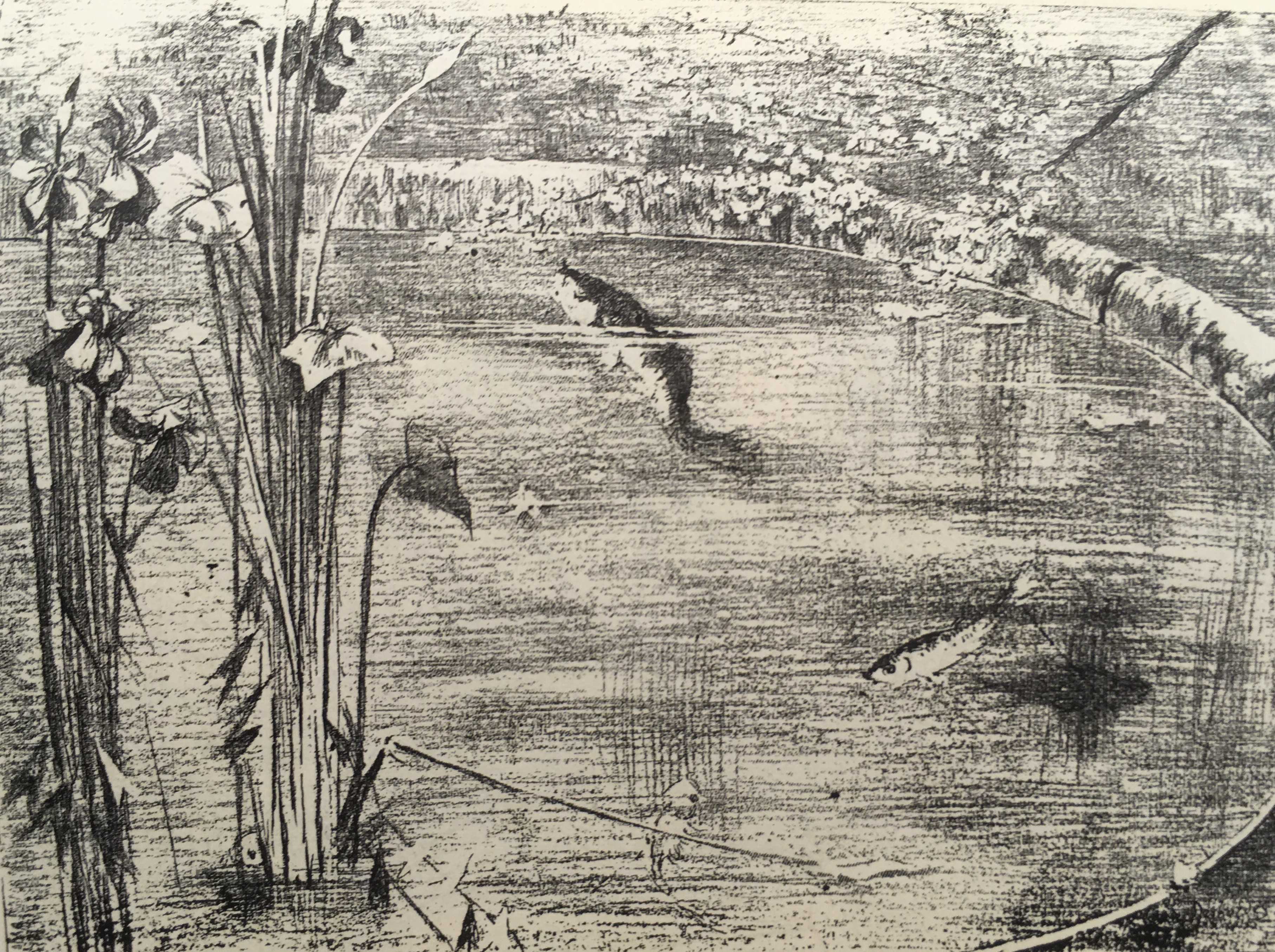
Les Poissons, 1883, Eau-forte pour l'illustration du catalogue de l'Exposition nationale au Palais des Champs Élysées

- Les Poissons, 1883, Eau-forte pour l'illustration du catalogue de l'Exposition nationale au Palais des Champs Élysées[19]1876 : « Un envoi de Nice » : Salon de peinture et sculpture, Paris[40].
- 1877 : « Fleurs » : (appartient alors à Alfred de Knyff), Salon de peinture et sculpture, Paris[40].
- 1878 : « Fleurs -panneau décoratif » : Salon de peinture et sculpture, Paris[41].
- 1879 : « Souvenirs de première communion » : Salon de peinture et sculpture, Paris[41].
- 1880 : « La Fête de l’Absent » : Salon des artistes français, Paris[41].
- 1881 : « La Nuit » (appartient alors à Georges Petit), « Le Songe de l’Eau qui sommeille » (obtient une Mention et ornera l’atelier de Sarah Bernhardt) : Salon des artistes français, Paris[10].
- 1882 : « L’Automne », « Les Poissons » : Salon des artistes français, Paris[10].
- 1883 : « La Nuit », « Les Poissons » (appartient alors à Georges Petit) : Exposition nationale[19], « Les Libellules » : Salon des artistes français, Paris (acquis par Georges Clairin)[10].
- 1884 :  « Fleurs », « Effet de nuit » : Salon des artistes français, Paris[42].
- 1886 : « Barrières de Fleurs » : Salon des artistes français (médaille de 2de Classe), Paris[42].
- 1889 :  « Les Papillons et la Grenouille - fable » :  Salon des artistes français, Paris[43].

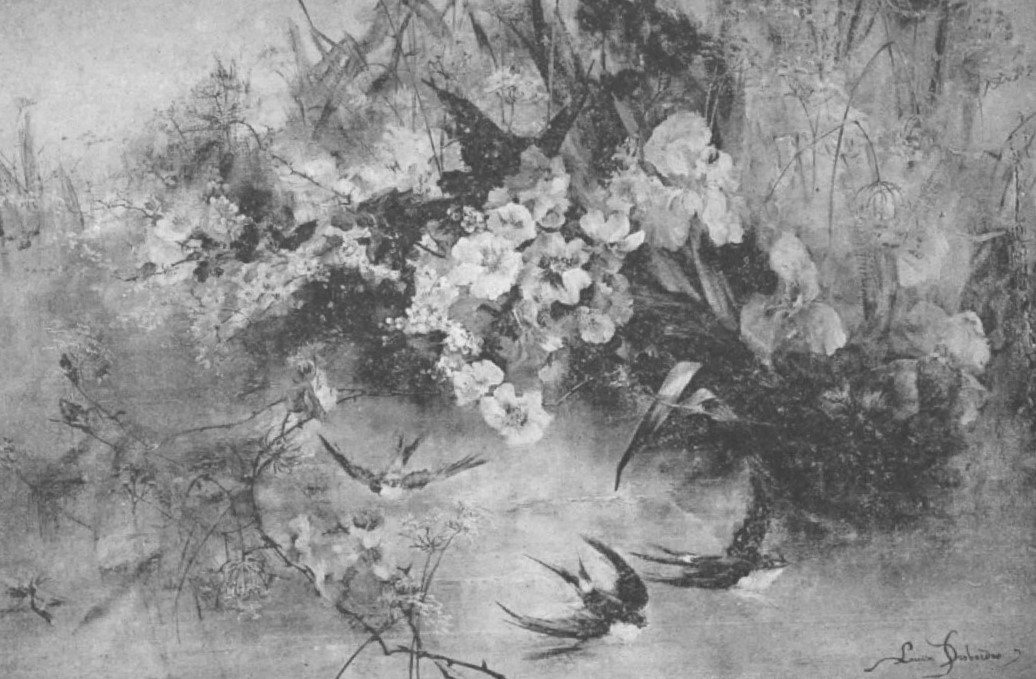
Avril, 1891, reproduction en typogravure pour l'illustration du catalogue de l'Exposition Nationale des Beaux-Arts au Champ de Mars.

- 1891 :  « Avril » : Exposition Nationale des Beaux-Arts, Paris, Champ de Mars, 15 mai 1891[44].
- 1893 :  « Plantes marine et Homards », « Barrière de Fleurs », « Eventail Orthensias », « Eventail Chardons » : 1re Exposition des Femmes Artistes, Galerie Georges Petit, Paris[12].
- 1894 : « Anémones de mer », « Les Fleurs », « Les Algues » Exposition de la fleur, Exposition d’art décoratif moderne, Galerie Georges Petit, Paris[12]. Elle expose également cette année là une dizaine de toiles à l'Exposition des Femmes Artistes[45].
- 1895 :  « Scarabée d’Egypte », « Étude de Femme bédouine », « Légende des Algues », « Près de l’Étang » : 3e Exposition des Femmes Artistes, Galerie Georges Petit, Paris[12].
- 1896 : « Méduse, légende des algues », « Lianes de mer, légendes des Algues », « Fleurs au crépuscule », « Poissons et fleurs » : 4e Exposition des Femmes Artistes, Galerie Georges Petit, Paris[12].
- 1898 : « Mme Sarah Bernhardt dans les Mauvais Bergers », « Le Christ », « Baigneuse » : 6e Exposition des Femmes Artistes, Galerie Georges Petit, Paris[12].
- 1899 : « Méduse, légende des algues » : 7e Exposition des Femmes Artistes, Galerie Georges Petit, Paris[46]
- 1902 :  « Brume », « Lotus Bleus », « Guirlandes au temple de Philae » : 10e Exposition des Femmes Artistes, Galerie Georges Petit, Paris[12].
- 1903 :  « Isis » : 11e Exposition des Femmes Artistes, Galerie Georges Petit, Paris[12].
- 1904 : « Petits contes d'Orient », « L’Enlumineuse de papillons », « La jungle », « Algues », « Anémones de mer » : 12e Exposition des Femmes Artistes, Galerie Georges Petit, Paris[12].
- 1905 : « Dans le temple, les chats étaient mitrés comme les panthères sacrées … », « Dans les fleurs », « En détresse », « Reflet d'Égypte » : 13e Exposition des Femmes Artistes, Galerie Georges Petit, Paris[12]

### références
1. 1 2 3 4  Marc Leclerc, Une artiste angevine : Louise Desbordes-Jouas (1848-1926), Angers, A. Bruel, 1927, 20 p. (lire en ligne sur Gallica), p. 4  sqq..
2. ↑  René Laruelle, Recueil Collection Laruelle portraits de femmes, Paris BNF Département des Estampes, Tome 130, pages 110 et 111
3. 1 2  François Boucher, Alfred Stevens, Paris, Les Éditions Rieder, 1930, 60 p., p. 31.
4. ↑  Dans la notice du Salon de 1876, où elle expose une première oeuvre Un envoi de Nice Melle Desbordes est présentée comme "élève de M.A Stevens", ce qui confirme la rencontre avec le peintre au début des années 1870 puisque l'exposition d'une œuvre au Salon supposait plusieurs années d'apprentissage auprès d'un maître.
5. ↑  Alfred Stevens, un chant passionné.
6. ↑  Recueil. Collection Laruelle. Portraits de femmes. France, Portrait de Louise Desbordes. Dessin de M.Jouas, BnF Département des Estampes et de la Photographie site Richelieu, NE-63 (110)-FOL page 110
7. ↑  Les élèves de Stevens ont en effet inspiré plusieurs œuvres à leur maître, sans qu'elles y soient identifiables, hormis Sarah Bernhard pour qui cette représentation conférait une légitimité à son activité de peintre à côté de sa carrière de comédienne. Dans le tableau de 1888 Dans l'atelier le peintre rend visiblement hommage à ses élèves tout en témoignant de la fascination qu'il éprouve pour les femmes dans la diversité de leurs personnalités : l'artiste, la muse, la femme du monde.
8. ↑  Camille Lemonnier, Alfred Stevens et son Œuvre suivi des Impressions sur la peinture par Alfred Stevens, Bruxelles, G. Van Oest, 1906, 60 p.
9. ↑  Charles Tardieu, « Le Salon d'Anvers », Courrier de l'Art,‎ 5 octobre 1882, p. 12 (lire en ligne sur Gallica)
10. 1 2 3 4  Pierre Sanchez, Les catalogues des salons, Paris, Échelle de Jacob, 1999-2008 (ISBN 978-2-913224-03-2), Volume 13.
11. ↑  (it) Fabio Sottili, « Clémence Roth : una pittrice da salon nell' età dell' Impressionismo », Bollettino della Academia degli Euteleti della città di San Miniato,‎ décembre 2019, p. 396.
12. 1 2 3 4 5 6 7 8 9 10  Pierre Sanchez et Jérôme Delatour, Les expositions de la Galerie Georges Petit (1881-1934) Répertoire des artistes et liste de leurs œuvres, Dijon, Échelle de Jacob, 2011, 1944 p. (ISBN 978-2-35968-029-4), volume 3 page 18, volume 4 pages 642 et 643.
13. 1 2  Georges Lafenestre, Le livre d'or du Salon de peinture et de sculpture, Paris, Librairie des bibliophiles, 1881, 134 p. (lire en ligne sur Gallica), p. 29.
14. ↑  (en) William A.Coles, Alfred Stevens (cat. exp.) The University of Michigan, Museum of Art. Ann Arbor September 10-October 16, 1977), The University of Michigan Museum of Art., 1977, Notice "Fedora (Sarah Bernhardt) 1882
15. ↑  Christiane Lefebvre, Alfred Stevens 1823-1906, Paris, Brame et Lorenceau, 2006, 222 p. (ISBN 2-9510156-7-4), p. 140.
16. ↑  Alfred Stevens, La bête à Bon Dieu.
17. ↑  Paul de Katow, « Les peintres en robe de chambre Alfred Stevens », Gil Blas,‎ 4 janvier 1881, p. 4 (lire en ligne sur Gallica)
18. ↑  Année où Edouard Manet obtient une médaille de 2nde classe et Eugène Boudin une médaille de 3e classe.
19. 1 2 3  F-G Dumas, Annuaire illustré des Beaux-Arts et Catalogue illustré de l'Exposition Nationale - Revue Artistique Universelle, Paris, L. Baschet Editeur, 1883 (lire en ligne sur Gallica)
20. ↑  Raymond Sélig et Yves de Kerlo'ch, « L'Union des Femmes Peintres et Sculpteurs et le Salon de l'Ecole Française - Louise Desbordes-Jouas », Revue du Vrai et du Beau,‎ 10 avril 1927, p. 30 (lire en ligne sur Gallica)
21. ↑  Denis Laoureux, « Le Cercle des femmes peintres de Bruxelles : un collectif, quatre expositions (1888-1893) », Artl@s Bulletin,‎ 14 mai 2019 (ISSN 2264-2668, lire en ligne).
22. ↑  Marie-Jo Bonnet, Les femmes artistes dans les avant-gardes, Paris, Odile Jacob, 2006, 269 p. (ISBN 2-7381-1732-5), p. 37,226.
23. ↑  Joris-Karl Huysmans, L' Art moderne (deuxième édition), Paris, P.-V.-Stock, Editeur, 1902, 301 p. (lire en ligne sur Gallica), p. 78,80,164,297
24. ↑  Albert Wolff, Figaro-Salon, Paris, Goupil et Cie Editeurs 9 rue Chaptal, 1891, 123 p. (lire en ligne sur Gallica), p. 115
25. ↑  (en) American Art Association, Catalogue of the extremely valuable and highly artistic property belonging to the American Art Association, New York, Kirby Auction House, 1895, 156 p. (lire en ligne), p. 20
26. ↑  Fabrice Masson, Dictionnaire des peintres et des sculpteurs de l'Anjou XIXe et XXe siècles, 79260 La Crèche, Geste éditions, 2014
27. ↑  Paul Lefort, La Peinture française actuelle, Paris, Librairie Illustrée, 1891, 163 p., illustr., 17 pl., 2 portr. 33 cm (OCLC 4203854, lire en ligne sur Gallica), p. 160.
28. ↑  Charlotte Foucher Zarmanian, Créatrices en 1900 - Femmes artistes en France dans les milieux symbolistes, Paris, mare & martin, 2015 (ISBN 979-10-92054-47-7), p. 231.
29. ↑  Jean-David Jumeau-Lafond, Les peintres de l'âme - Le symbolisme idéaliste en France : (exposition, Bruxelles Musée d'Ixelles, 15 octobre-31 décembre 1999), Gent- Antwerpen, Snoeck-Ducaju & Zoon ; Pandora, 1999, 192 p. (ISBN 90-5325-206-1), Henri Gervex 1852-1929
30. ↑  Maurice Guillemot, « Notes d'Art », Gil Blas,‎ 9 janvier 1897, p. 4 (lire en ligne sur Gallica).
31. ↑  Simone Darelle, « L'Exposition de "La Fronde" », La Fronde,‎ 17 décembre 1898, p. 4 (lire en ligne sur Gallica)
32. ↑  Jean Alesson, « Salon de 1882 Femmes artistes », La Gazette des femmes,‎ 25 mai 1882, p. 8 (lire en ligne sur Gallica).
33. ↑  G.Davenay, « La vie de Paris Le Figaro illustré de février », Le Figaro,‎ 14 février 1905, p. 6 (lire en ligne sur Gallica)
34. ↑  Arsène Alexandre, « Les Femmes-Artistes », Le Figaro,‎ 9 janvier 1897, p. 6 (lire en ligne sur Gallica).
35. ↑  H.Marinoni Directeur de la Rédaction, « L'Exposition des Femmes Artistes », Le Petit Journal,‎ 5 janvier 1902, p. 4 (lire en ligne sur Gallica).
36. ↑  Arsène Alexandre, « Sur les Femmes artistes », Comoedia,‎ 4 février 1911, p. 6 (lire en ligne sur Gallica).
37. ↑  Jean Lorrain, Poussières de Paris, Paris, P. Ollendorff, 1902, 380 p. (lire en ligne)
38. ↑  Delphi Fabrice, « Critique d'Art 6e exposition des Femmes-Artistes à la galerie Georges Petit », La Presse,‎ 8 février 1898, p. 4 (lire en ligne sur Gallica)
39. ↑  Calames : Autographes 159, 48 Desbordes-Jouas, Louise Alexandra. Onze lettres et deux cartes autographes signées
40. 1 2  Pierre Sanchez, Les catalogues des salons, Paris, Echelle de Jacob, 1999-2008 (ISBN 978-2-913224-03-2), Volume 11.
41. 1 2 3  Pierre Sanchez, Les catalogues des salons, Paris, Échelle de Jacob, 1999-2008 (ISBN 978-2-913224-03-2), Volume 12.
42. 1 2  Pierre Sanchez, Les catalogues des salons, Paris, Échelle de Jacob, 1999-2008 (ISBN 978-2-913224-03-2), Volume 14.
43. ↑  Pierre Sanchez, Les catalogues des salons, Paris, Échelle de Jacob, 1999-2008 (ISBN 978-2-913224-03-2), Volume 15.
44. 1 2  Exposition nationale des Beaux-Arts, Catalogue illustré des ouvrages de peinture, sculpture et gravure exposés au Champ de Mars le 15 mai 1891, Paris, A. Lemercier et Cie Imprimeurs, 57 rue de Seine Paris, 1891, 268 p. (lire en ligne sur Gallica), p. 11 et 57.
45. ↑  Une Comédienne, « Exposition des Femmes Artistes », Revue d'Art Dramatique,‎ janvier-mars 1894, Pages 122 à 127 (lire en ligne sur Gallica)
46. ↑  Nicolas Manoff, « Les Petits Salons - Les Femmes artistes », Journal des Artistes,‎ 15 janvier 1899, p. 2564 (lire en ligne sur Gallica)